# South Bend (Nebraska)
South Bend je selo u američkoj saveznoj državi Nebraska. Prema popisu stanovništva iz 2010. u njemu je živjelo 99 stanovnika.